# Rijkel (België)
Rijkel is een dorp in de Belgische provincie Limburg en een deelgemeente van Tongeren-Borgloon, het was een zelfstandige gemeente tot aan de gemeentelijke herindeling van 1977. Het dorp ligt in het westen van de gemeente aan de N79 (Sint-Truidersteenweg).

## Toponymie
De oudste vermelding is uit 1139 als Richle of Ricle, waarin rikja rijk of machtig, en lauha bos zou betekenen.

## Geschiedenis
De streek was al in de prehistorie bewoond, en ook de Romeinse heerbaan van Tongeren naar Kassel liep door dit gebied. Deze vormt de zuidgrens van de deelgemeente.
Rijkel was een Luikse gemeente en een heerlijkheid die onderhorig was aan het feodale hof van Diepenbeek. Van de vroege Heren wordt ene Renerus van Rijkel vermeld in 1253, zijnde een broer van Willem van Rijkel, die abt was van de Abdij van Sint-Truiden. In de loop van de 14e eeuw kwam de heerlijkheid aan de familie Bolle van Rijkel, een bastaardtak van het geslacht Van Gelinden. In de eerste helft van de 17e eeuw kwam ze door huwelijk aan familie De Hinnisdael. In 1683 kwam Rijkel aan De Tollet, in 1733 aan De Sottelet en omstreeks 1738 aan De Buissart. In 1762 was Rijkel in bezit van Pierre-Antoine de Thiribu.
Samen met Brustem, Aalst en Voort vormde Rijkel vanaf de 17e eeuw de baronie Voort, en in de 18e eeuw werd dit het titulaire Graafschap Rijkel. De plaats had te lijden onder de Negenjarige Oorlog (1688-1697) en onder de vrijwel direct daaropvolgende Spaanse Successieoorlog. Dit leidde tot plunderingen, onder meer van de kerk, door vreemde troepen.
De kerk bestond reeds in 1139. Het grootste deel van het tiendrecht kwam toe aan de Abdij van Herkenrode. Ook de Abdij van Averbode, de Abdij van Sint-Truiden, de Leproserie van Ter Zieken te Sint-Truiden, en enkele andere, bezaten een deel van het tiendrecht. De kerk was een bedevaartsoord voor de Heilige Drie Gezusters, in het bijzonder de Heilige Eutropia van Reims.
In 1819-1820 werd door het dorp de steenweg van Maastricht naar Sint-Truiden aangelegd, welke de functie van de Romeinse heerbaan overnam. Langs deze steenweg ontwikkelde zich lintbebouwing.

## Demografische ontwikkeling
- Bronnen:NIS, Opm:1831 tot en met 1970=volkstellingen; 1976 = inwoneraantal op 31 december

## Bezienswaardigheden

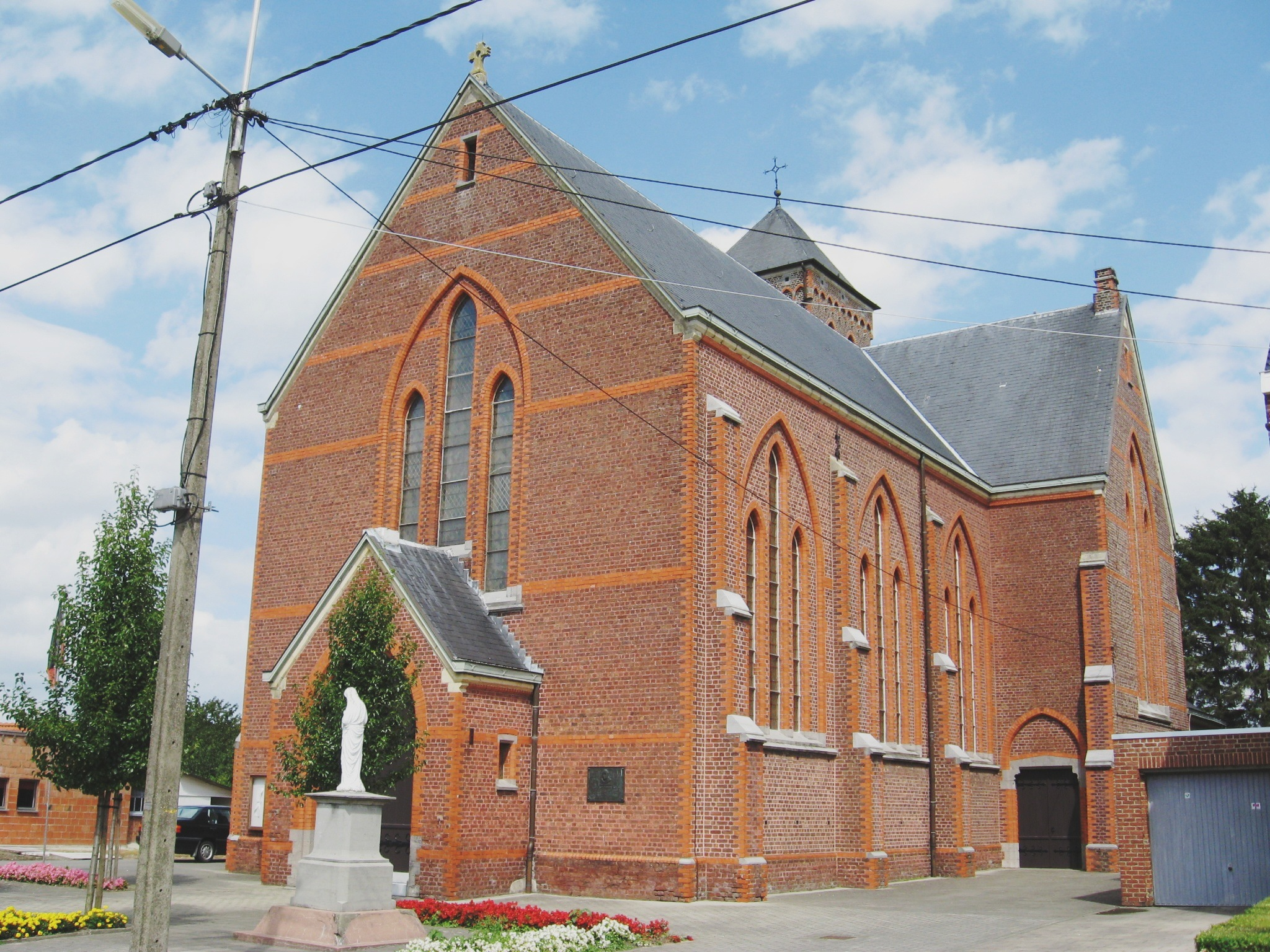
De Sint-Jozefskerk

- Het Kasteel van Rijkel, een waterkasteel uit de 17e en 18e eeuw, ontstaan uit een 16e-eeuwse herenhuiskern (nu de oostvleugel). Het is opgetrokken in Brabantse bak- en kalkzandsteenstijl.
- De Sint-Jozefkerk, een neogotische kerk uit 1912.
- Enkele gesloten hoeven en andere belangrijke boerderijen.

## Natuur en landschap
Rijkel ligt op de grens van Vochtig- naar Droog-Haspengouw. Het is betrekkelijk laag gelegen, de hoogte varieert van 70 tot 90 meter. De fruitteelt bepaalt in belangrijke mate het aanzien van het landschap.

## Geboren in Rijkel
- Dionysius van Leeuwen (1402-1471), kartuizer, zalige, geleerde en mysticus.
- Gilbert Van Manshoven (1946-2019), atleet

## Nabijgelegen kernen
Hoepertingen, Ordingen, Zepperen, Brustem, Groot-Gelmen